# Popea Sabina

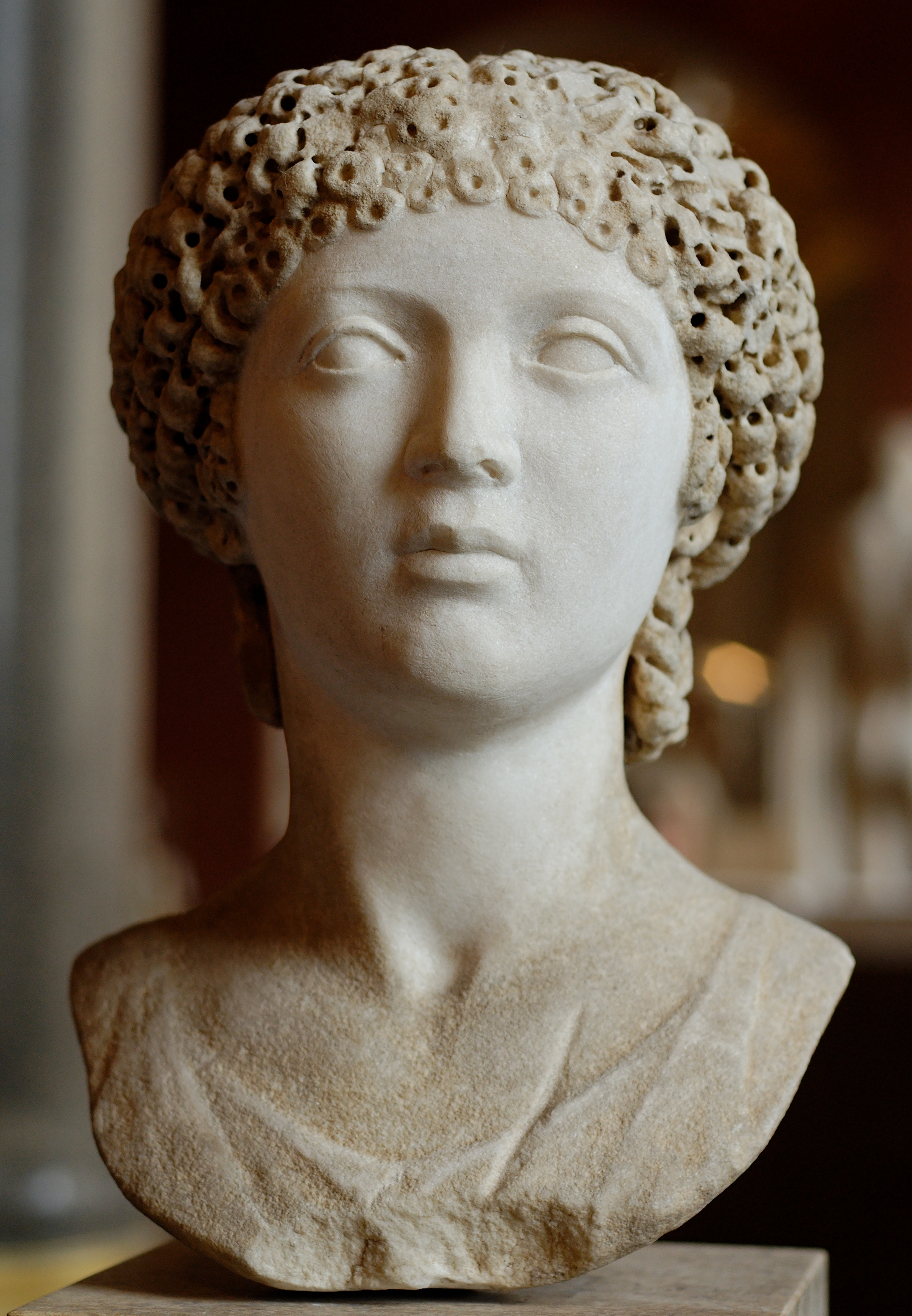
Bust de Popea Sabina (Museu del Louvre).

Popea Sabina (?-65), (en llatí Poppaea Sabina), va ser l'amant i després esposa de Neró. Era d'una noble família romana (filla de Tit Ol·li i Popea Sabina Major i neta de Poppeu Sabí cònsol l'any 9), i una dona molt bella.

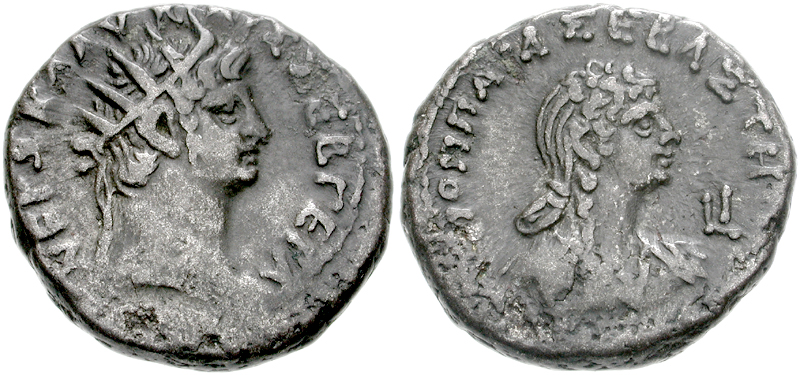
Moneda amb les efígies de Neró i Popea Sabina.

Va agafar el nom matern (Poppaea, que formava part de la gens Popea) perquè era més il·lustre que el del pare. Es va casar inicialment amb Rufri Crispí, prefecte pretorià sota Claudi, amb el qual va tenir un fill. Després era l'amistançada de Marc Salvi Otó, amb qui es va casar quan es va divorciar de Crispí. Otó era amic de Neró, i Popea va coquetejar descaradament davant d'aquest fins que va atreure la seva atenció; Neró va nomenar Otó governador de Lusitània l'any 58 per tal d'allunyar-lo de Roma, i Popea va esdevenir la seva amant oficial. Ella volia ser la seva dona, i per això necessitava desfer-se d'Agripina, la mare de Neró, contra la qual va predisposarlo fins que Agripina va ser assassinada el 59.
Neró no estimava la seva esposa Octàvia, però se li va aconsellar de no repudiar la dona a la qual devia el tron, però finalment la va fer matar l'any 62 i es va casar amb Popea al cap de pocs dies.
L'any 63 va tenir una filla, Clàudia, en ocasió del naixement de la qual es va fer grans festes, i llavors les dues van rebre el títol d'Augusta, però el nadó va morir al cap de quatre mesos.
La causa de la mort de Poppea no s'ha aclarit mai. D'acord amb el relat de Suetoni, quan estava embarassada del segon fill, a l'estiu de l'any 65, va tenir una discussió forta amb Neró, que en un esclat de còlera li va donar un fort cop al ventre que li va causar la mort. Neró li va dedicar grans honors i la va incloure entre els déus. La seva tomba du la inscripció Sabinae deae Veneri matronae fecerunt. Neró es va casar amb un noi que es deia Sporus perquè s'assemblava a Popea.